# OTE
OTE je grčka telekomunikaciona firma (OTE je skraćenica koja znači: Grčka Telekomunikaciona Organizacija). 
Osnovana je 1949. kao državna firma, ali je danas akcionarsko društvo čije su akcije na grčkoj, njujorškoj i londonskoj berzi. Od 1. januara 2001. više nema monopol u telekomunikacijama Grčke.
OTE se sastoji od nekoliko samostalnih firmi i to:
- Hellascom International - osnovana 1995. za projektovanje i izgradnju telekomunikacione mreže uključujući i mobilnu
- OTEnet - osnovana 1996. kao provajder Internet proizvoda i servisa
- OTESAT - osnovana 1996. za satelitske mobilne komunikacije
- Maritel - osnovana 1997. za telekomunikacione usluge u brodarstvu
- OTE consulting - osnovana 1997. za konsultantske usluge u telekomunikacijama i informacionim tehnologijama
- Cosmote - osnovana 1998. kao treći mobilni operator u Grčkoj. (Sada ima oko 1.500.000 pretplatnika.)
- CosmoOne - osnovana nedavno za pružanje elektronskih usluga za komercijalne firme
- OTEGlobe - firma za međunarodne telekomunikacije
- OTE Estate - osnovana nedavno za kupovinu, izgradnju i održavanje nekretnina (zemljišta, zgrada), bilo da su vlasništvo OTE ili drugih firmi, unutar Grčke ili van nje

## Spoljašnje veze
- Sajt OTE-a na en